# Rockheim

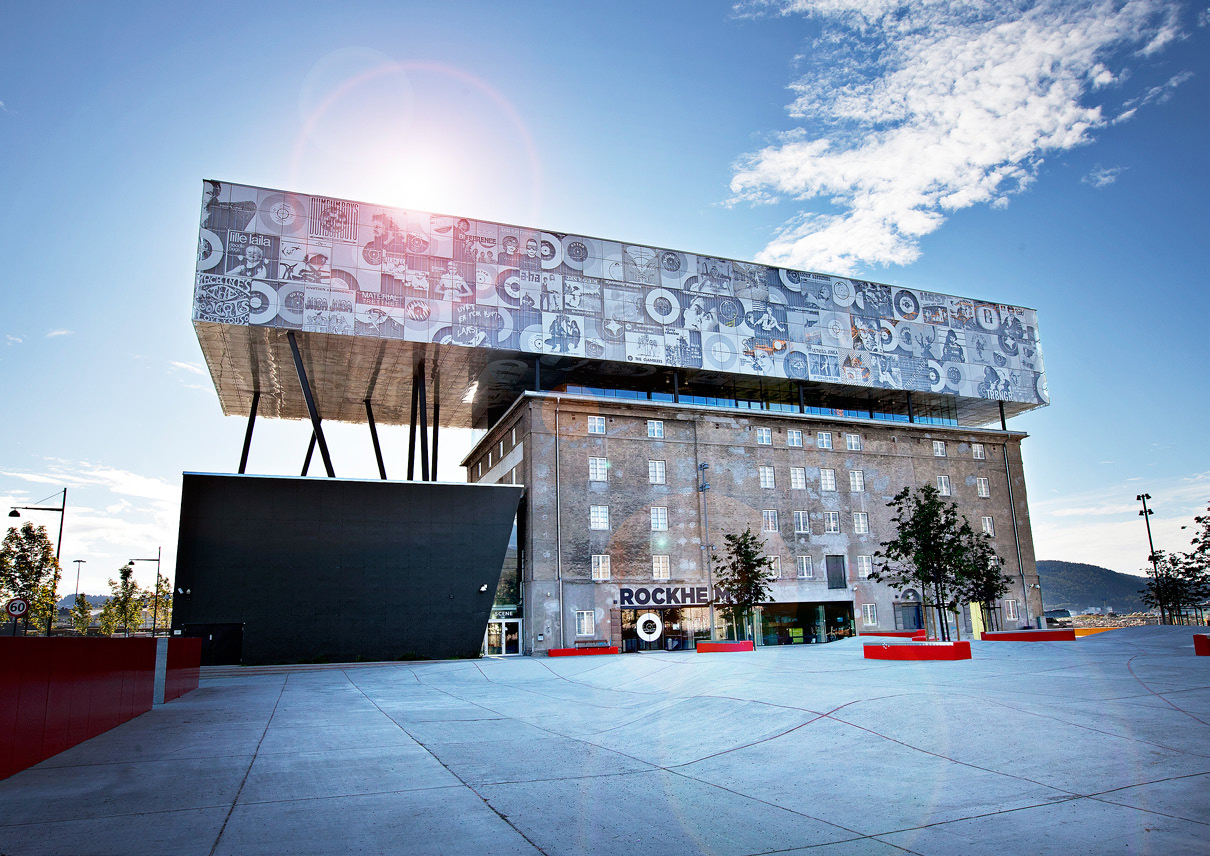
Rockheim

Rockheim är det nationella museet för populärmusik i Norge. Rockheims viktigaste uppgift är att samla in, ta hand om, och förmedla  norsk populärmusik från 1950-talet och framåt. Museet öppnades 5 augusti 2010, och ligger i Trondheim. Rockheim innehåller också flera mindre lokaler, museumsbutik, restaurant och en scen med 350 platser till den besökande publiken. 

## Museet
Det finns både en fast utställning och andra som byter tema. Den fasta är gjord som en resa genom nyare norsk musik och kulturhistoria. Den börjar på 1950-talet och går fram till dagens digitala musikvärld. Man lyfter fram grupper och artister från de olika decennierna. Här finns också speciella föremål som har haft betydelse för den norska rock- och pophistorien. Så har man också, som sagt, skiftande områden man tar upp från musikhistorien och samtidskulturen. Det gäller både lokala, nationella och internationella fenomen.

## Mediateket
Mediateket är en samling med olika informationsmedier, som är till för publiken. Här kan man fördjupa sig i rocklitteraturen och uppleva originella smakbitar från musik och videoarkivet. Här finns också ett bibliotek med böcker, uppslagsverk och magasin från populärmusikens värld.

## Rockheim Hall of Fame
Rockheim Hall of Fame är en lista över personer som har haft stor betydelse för norsk populärmusik. Varje år, från 2011. så nomineras det, och väljs in, nya artister i Hall of Fame. Man måste ha varit verksam i minst 25 år för att kunna väljas in i denne speciella gruppen.

## Invalda i Rockheim Hall of Fame
| År   | Artist/band          | Medlemmer                                                                         |
| ---- | -------------------- | --------------------------------------------------------------------------------- |
| 2011 | a-ha                 | Magne Furuholmen, Morten Harket, Paul Waaktaar-Savoy                              |
| 2011 | Åge Aleksandersen    |                                                                                   |
| 2011 | Jokke & Valentinerne | Joachim Nielsen, Petter Pogo, Håkon Torgersen, May-Irene Aasen                    |
| 2011 | Wenche Myhre         |                                                                                   |
| 2011 | Alf Prøysen          |                                                                                   |
| 2012 | Dum Dum Boys         | Prepple Houmb, Kjartan Kristiansen, Aslak Dørum, Sola Jonsen                      |
| 2012 | Jan Eggum            |                                                                                   |
| 2012 | The Pussycats        | Sverre Kjelsberg, Ottar Aasegg, Trond Graff, Friedel Brandt, Ingemar Stjerndahl   |
| 2012 | Terje Rypdal         |                                                                                   |
| 2012 | Jahn Teigen          |                                                                                   |
| 2013 | Brockstedt           |                                                                                   |
| 2013 | Lillebjørn Nilsen    |                                                                                   |
| 2013 | Anne Grete Preus     |                                                                                   |
| 2014 | deLillos             | Lars Fredrik Beckstrøm, Lars Lillo-Stenberg, Rune Lindstrøm, Lars Lundevall       |
| 2014 | Knutsen & Ludvigsen  | Øystein Dolmen, Gustav Lorentzen                                                  |
| 2014 | Øystein Sunde        |                                                                                   |
| 2015 | Mari Boine           |                                                                                   |
| 2015 | Jan Garbarek         |                                                                                   |
| 2015 | Ole Paus             |                                                                                   |
| 2015 | Inger Lise Rypdal    |                                                                                   |
| 2016 | Svein Finjarn        |                                                                                   |
| 2016 | Karin Krog           |                                                                                   |
| 2016 | Motorpsycho          | Kenneth Kapstad, Hans Magnus Ryan, Bent Sæther                                    |
| 2017 | Dizzie Tunes         |                                                                                   |
| 2017 | Popol Ace            |                                                                                   |
| 2017 | Raga Rockers         |                                                                                   |
| 2018 | Kari Bremnes         |                                                                                   |
| 2018 | Morten Abel          |                                                                                   |
| 2018 | Stage Dolls          | Torstein Flakne, Terje Storli, Morten Skogstad, Steinar Krokstad, Erlend Antonsen |
| 2019 | Finn Kalvik          |                                                                                   |
| 2019 | Anita Skorgan        |                                                                                   |
| 2019 | TNT                  |                                                                                   |
| 2020 | Radka Toneff         |                                                                                   |
| 2020 | Halvdan Sivertsen    |                                                                                   |
| 2020 | Jonas Fjeld          |                                                                                   |
| 2021 | The Monroes          | Lage Fosheim, Eivind Rølles                                                       |
| 2021 | Casino Steel         |                                                                                   |
| 2021 | Mayhem               |                                                                                   |